# Wallendorf (Rijnland-Palts)
Wallendorf is een plaats in de Duitse deelstaat Rijnland-Palts, en maakt deel uit van de Eifelkreis Bitburg-Prüm. Het dorpje telt 382 inwoners. Wallendorf ligt aan de samenvloeiing van de Our in de Sauer. Deze rivieren vormen er de grens met het Groothertogdom Luxemburg. Op de andere oever van de Sauer ligt de Luxemburgse plaats Wallendorf-Pont.

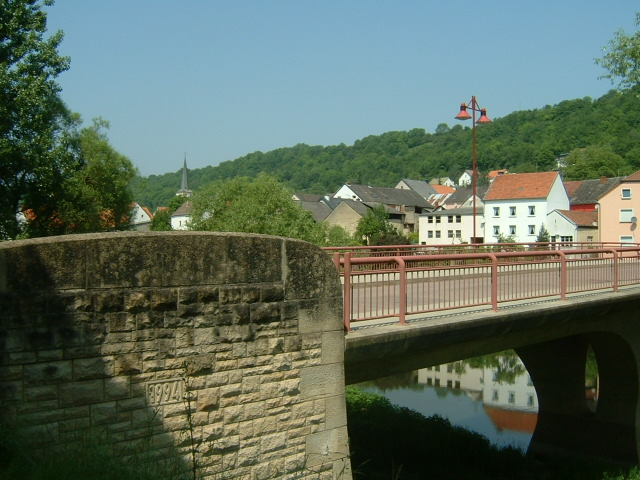
Zicht op Wallendorf en de grensbrug naar Luxemburg

## Bestuur
De plaats is een Ortsgemeinde en maakt deel uit van de Verbandsgemeinde Südeifel.